# Miniera di Monte Sinni

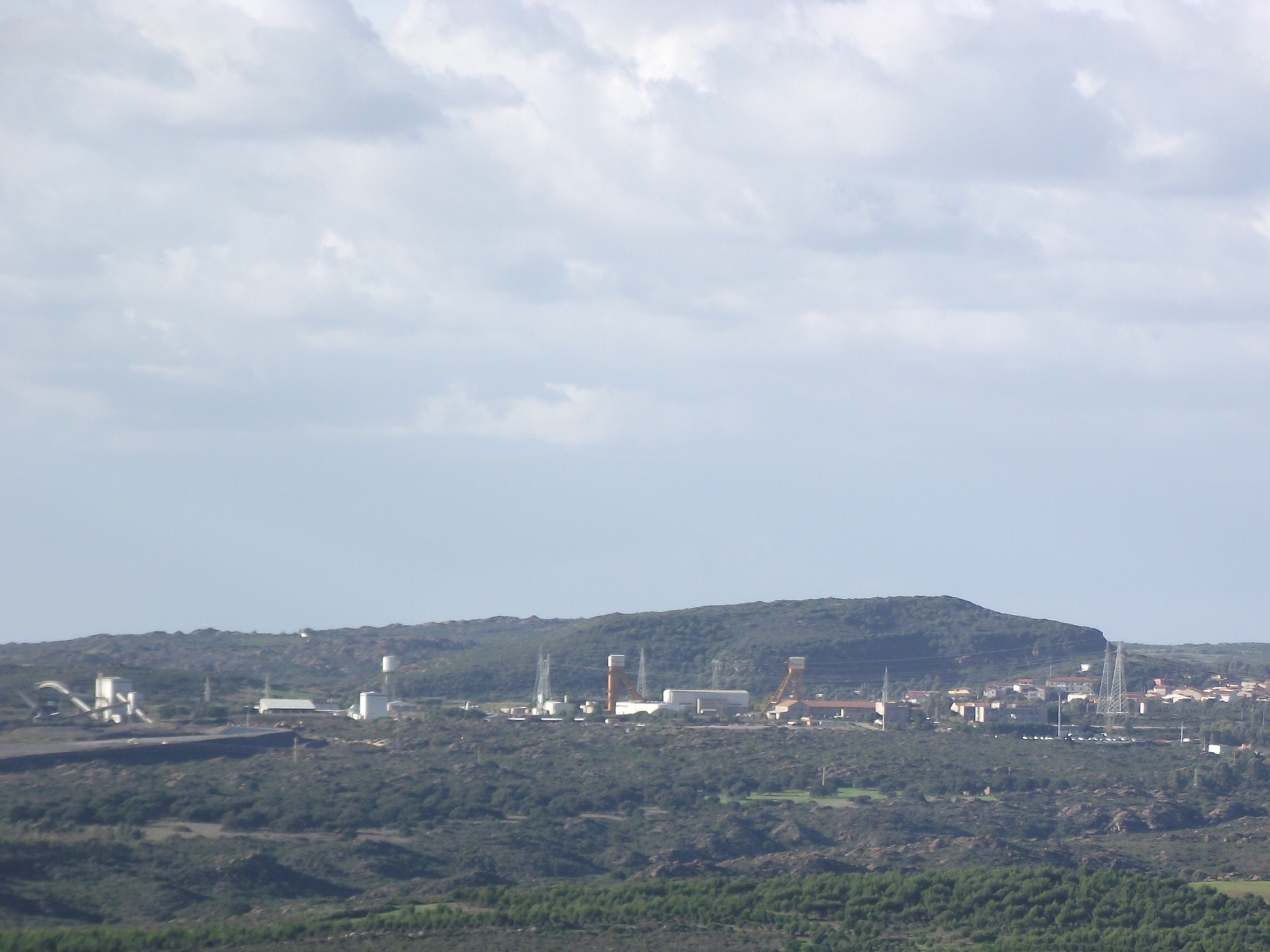
La miniera vista da Monte Sirai

La miniera di Monte Sinni, sita alle porte di Nuraxi Figus (frazione di Gonnesa) nel Sulcis-Iglesiente, al 2016 era l'unica miniera di carbone ancora attiva in Italia. Nel 2019 ha cessato definitivamente l'attività estrattiva .
Il cantiere nei pressi di Nuraxi Figus ebbe gli albori negli anni trenta, e fu denominata Littoria Prima o Littoria I: gestore della miniera era la Società Mineraria Carbonifera Sarda, meglio nota come Carbosarda. La Carbosulcis, società subentrata alle precedenti nella gestione della miniera, ha in seguito ribattezzato il cantiere, dandogli il nome di una vicina collina, appunto Monti'e Sinnì, (il monte dei segni), per le presenze archeologiche del periodo nuragico.